# Ramsbach (Bühler)
Der Ramsbach ist ein weniger als einen Kilometer langer Bach im Gebiet der Gemeinde Wolpertshausen im Landkreis Schwäbisch Hall im nordöstlichen Baden-Württemberg, der unterhalb des Weilers Unterscheffach der Gemeinde von rechts und Nordosten in die untere Bühler mündet.

## Geographie

### Verlauf
Der Ramsbach beginnt seinen Lauf auf der sich westlich des Weilers Reinsberg schon etwas zum oberen Hangknick des Bühlertales hin absenkenden Hochebene in einem schnurgeraden, südwestlich laufenden Graben neben einem Feldweg. Dieser setzt etwa 200 Meter vom Ortsrand Reinsberg entfernt ein, führt aber meist erst ab etwa hundert Meter vor der Hangkante und auf 410 m ü. NHN Wasser. Noch vor der Versteilung des Geländes tritt er in den Wald am oberen Hang des Flusstales ein und stürzt dann durch eine kleine, in den felsigen Untergrund bis zu fünf Meter tief eingegrabene Klinge schnell südwestwärts hinab. Schon etwa 300 Meter weiter endet der nur die steilsten oberen Partien des Flusstalhangs bedeckende Wald. Der Bach läuft nun von einer heckengesäumten Baumgalerie begleitet zwischen Feldern und Wiesen. Etwas über einen halben Kilometer nach seinem gewöhnlichen Ursprung unterquert er die Bühlertalstraße K 2667 und erreicht fast noch neben ihr die flache Wiesenaue, wo er etwa einen Kilometer abwärts des Talweilers Unterscheffach und etwa hundert Meter vor dem sogenannten Pfaffengumpen im Lauf des Flusses, einer Laufausweitung, auf etwa 275 m ü. NHN von rechts und aus dem Nordwesten in die untere Bühler mündet.
Der Ramsbach führt nur intermittierend Wasser. Er hat keinerlei bedeutenden Zufluss. Auf seinem etwa einen Viertelskilometer langen Klingen-Abschnitt am bewaldeten Oberhang des Bühlertals stürzt er etwa von 400 m ü. NHN auf 340 m ü. NHN herab. In seinem folgenden Hangabschnitt läuft er weiter in einer geröllreichen, ins Gelände eingeschnittenen Rinne. Insgesamt ist er, ab seinem gewöhnlichen Anfang, etwa 0,7 km lang und mündet, nach einem Lauf mit mittlerem Sohlgefälle von rund 20 ‰, etwa 135 Höhenmeter unter diesem Ursprung.

### Einzugsgebiet
Der Ramsbach hat ein Einzugsgebiet von etwa 0,4 km² Größe und ist damit merklich kleiner als sowohl das im Osten und Südosten angrenzende Einzugsgebiet des nächstoberen rechten Zuflusses der Bühler in Unterscheffach, welcher durch die Heinlesklinge fließt, wie auch das des Wasserlaufs durch die Kressenklinge, der nur etwa hundert Meter abwärts beim Pfaffengumpen unterhalb eines Brunnens am Rand der Kreisstraße in die Bühler mündet. Der höchste Punkt liegt wenig nordöstlich von Reinsberg im Gewann Höhe auf etwa 441 m ü. NHN.
Vom  Einzugsgebiet liegt gut die Hälfte auf der Wiesen- und Felderlandschaft der Hochebene um Reinsberg. Nach dem steilsten Hangabschnitt im Bühlertal, dem entlang sich ein bis etwa 200 Meter breiter Bergwaldstreifen zieht, läuft seine Begleitgalerie durch die bis zur Kreisstraße in teils von Hecken gesäumten Terrassen gegliederte Feld- und Wiesenflur des Flusstalhangs bergab. Dieser Teil gehört, wie schon der Hangwald darüber, dem Landschaftsschutzgebiet Bühlertal zwischen Vellberg und Geislingen mit Nebentälern und angrenzenden Gebieten an. Das letzte kurze Laufstück am Unterhang an der Flussseite der Straße und durch die Wiesenaue rechts der Bühler liegt im Naturschutzgebiet Unteres Bühlertal.
Der Teil des Einzugsgebiets auf der Hochebene wird zu den Östlichen Kocher-Jagst-Riedeln, das untere zum Mittleren Kocher- und Unteren Bühlertal gerechnet, zwei Teilgebieten des Naturraums Kocher-Jagst-Ebenen.
Deren Abgrenzung folgt hier etwa der geologischen Schichtgrenze vom Unterkeuper, vertreten von der regional einzigen Schicht des Lettenkeupers (Erfurt-Formation), zum Muschelkalk darunter, in welchen sich tief die Bühler eingeschnitten hat. Auf den größten Höhen des Einzugsgebietes im Nordosten um Reinsberg liegt über dem Lettenkeuper noch aus äolischer Ablagerung im Quartär entstandenes Lösssediment. Der Bühlertalhangabschnitt gliedert sich landschaftstypisch in einen steileren oberen Abfall im erosionsresistenteren Oberen Muschelkalk, wo meist Wald steht, und einen flacheren im Mittleren Muschelkalk, auf dem meist Landwirtschaft betrieben wird. Dass der Durchfluss im Bach oft ganz versiegt, ist wohl auch Folge der lokalen Verkarstung des Muschelkalks, die sich etwas nordöstlich von Reinsberg und schon außerhalb des Einzugsgebietes an einigen Dolinen zeigt. 
Im ganz zur Gemarkung von Wolpertshausen gehörenden Einzugsgebiet steht als einziger Siedlungsplatz ein großer Teil von Reinsberg noch über dem Bachursprung; weitere Teile dieses Weilers entwässern zur Kressen- und mehr noch zur Heinlesklinge.

### LUBW
Amtliche Online-Gewässerkarte mit passendem Ausschnitt und den hier benutzten Layern: Lauf und Einzugsgebiet des Ramsbachs

Allgemeiner Einstieg ohne Voreinstellungen und Layer: Daten- und Kartendienst der Landesanstalt für Umwelt Baden-Württemberg (LUBW) (Hinweise)
1. 1 2 3  Höhe nach dem Höhenlinienbild auf dem Hintergrundlayer Topographische Karte.
2. ↑  Länge nach dem Layer Gewässernetz (AWGN).
3. ↑  Einzugsgebiet abgemessen auf dem Hintergrundlayer Topographische Karte.

### Andere Belege
1. ↑  Wolf-Dieter Sick: Geographische Landesaufnahme: Die naturräumlichen Einheiten auf Blatt 162 Rothenburg o. d. Tauber. Bundesanstalt für Landeskunde, Bad Godesberg 1962. → Online-Karte (PDF; 4,7 MB)
2. ↑  Geologie in grobem Überblick nach: Mapserver des Landesamtes für Geologie, Rohstoffe und Bergbau (LGRB) (Hinweise)